# Dortan
Dortan est une commune du département de l'Ain, en région Auvergne-Rhône-Alpes.
Ses habitants sont les Dortanais.

## Géographie

### Localisation
La commune de Dortan est située au nord du département de l'Ain, à la frontière avec le département du Jura.
La commune est traversée par la Bienne.
Elle fait partie du parc naturel régional du Haut-Jura.

### Communes limitrophes
Les communes limitrophes sont  Arbent, Chancia, Condes, Lavancia-Epercy, Oyonnax, Samognat, Thoirette-Coisia et Viry.
|                             | Chancia (Jura) | Lavancia-Epercy (Jura) |
| Condes (Jura) Coisia (Jura) | Dortan         | Viry (Jura) Arbent     |
| Samognat                    | Oyonnax        |                        |

### Hameaux de la commune

#### Bonaz
Il est situé au pied de la montagne entre les hameaux d'Emondeau et de Sénissiat, ce hameau historique possède encore une chapelle (Saint-Gras) et une maison forte du XIVe siècle ainsi qu’une école communale (fermée). Bonaz se prononce traditionnellement /bonɑ/, le z final étant muet.
Chapelle rurale, d'abord sous le vocable de saint Grat, puis de sainte Françoise, en l'honneur de Françoise Monnet, religieuse carmélite à Avignon, sous Louis XIII, née à Bonas.
Cette chapelle, abandonnée depuis la Révolution et utilisée comme grenier à fourrage, fut acquise, vers 1860, par M. Noël le Mire, qui la donna aux habitants, restaurée, bénie et livrée au culte.
Bonas est une ancienne seigneurie cédée, en 1373, par Humbert VII de Thoire-Villars, à Hugonin de Dortan, dont les descendants l'aliénèrent à Georges de Festain, chevalier. Celui-ci la céda à François de Dortan, son parent. Claude-François de Dortan l'aliéna de nouveau en 1659. Elle fit encore retour, quelques années après, à la famille de Dortan, pour passer enfin, en 1720, à celle des Gauthier, qui en jouirent jusqu'en 1788.
En 1789 elle appartenait à M. Louis Claret de la Tourette. Le château de Bonas est ruiné.

#### Émondeau
Il est situé en haut de la montagne, donnant une pleine vue sur le lac de Coiselet en fond de vallée. Son nom vient de l'altération de « Les Monts d'eau »[réf. nécessaire], ancien nom du hameau, à cause des nombreuses sources coulant de la montagne.

#### Maissiat
Il est situé au pied d'une montagne entre Oyonnax et Dortan et domine la vallée de la Bienne. La localité se compose de deux hameaux, Maissiat d'en haut et Maissiat d'en bas.

#### Sénissiat
Il est situé en amont au sud de Dortan, à quelques centaines de mètres à vol d'oiseau, il est le hameau le plus peuplé de la commune. Son expansion démographique a eu lieu dans les années 1980.

#### Uffel
Il est situé au nord-ouest de Dortan, au bord de la Bienne qui atteint là sa confluence avec le lac de Coiselet.

#### Vouais
Il est situé à l'est de Sénissiat, à même la pente. Le hameau possède une chapelle.

### Cadre géographique
La commune de Dortan est entourée de forêts composées de conifères, principalement des épicéas, des buis, des chênes et des noisetiers.

### Climat
Pour des articles plus généraux, voir Climat d'Auvergne-Rhône-Alpes et Climat de l'Ain.
En 2010, le climat de la commune est de type climat des marges montargnardes, selon une étude du CNRS s'appuyant sur une série de données couvrant la période 1971-2000. En 2020, Météo-France publie une typologie des climats de la France métropolitaine dans laquelle la commune est dans une zone de transition entre le climat semi-continental et le climat de montagne et est dans la région climatique Jura, caractérisée par une forte pluviométrie en toutes saisons (1 000 à 1 500 mm/an), des hivers rigoureux et un ensoleillement médiocre.
Pour la période 1971-2000, la température annuelle moyenne est de 11,2 °C, avec une amplitude thermique annuelle de 17,7 °C. Le cumul annuel moyen de précipitations est de 1 446 mm, avec 12,5 jours de précipitations en janvier et 9,1 jours en juillet. Pour la période 1991-2020, la température moyenne annuelle observée sur la station météorologique de Météo-France la plus proche, sur la commune de Cernon à 9 km à vol d'oiseau, est de 10,4 °C et le cumul annuel moyen de précipitations est de 1 567,8 mm,. Pour l'avenir, les paramètres climatiques de la commune estimés pour 2050 selon différents scénarios d'émission de gaz à effet de serre sont consultables sur un site dédié publié par Météo-France en novembre 2022.

## Urbanisme

### Typologie
Au 1er janvier 2024, Dortan est catégorisée bourg rural, selon la nouvelle grille communale de densité à 7 niveaux définie par l'Insee en 2022.
Elle est située hors unité urbaine. Par ailleurs la commune fait partie de l'aire d'attraction d'Oyonnax, dont elle est une commune de la couronne,. Cette aire, qui regroupe 40 communes, est catégorisée dans les aires de 50 000 à moins de 200 000 habitants,.

### Occupation des sols
L'occupation des sols de la commune, telle qu'elle ressort de la base de données européenne d’occupation biophysique des sols Corine Land Cover (CLC), est marquée par l'importance des forêts et milieux semi-naturels (57,2 % en 2018), une proportion sensiblement équivalente à celle de 1990 (57,1 %). La répartition détaillée en 2018 est la suivante : 
forêts (53,8 %), prairies (14,4 %), zones agricoles hétérogènes (11,4 %), terres arables (6,7 %), zones urbanisées (5,3 %), eaux continentales (5 %), milieux à végétation arbustive et/ou herbacée (3,5 %).
L'évolution de l’occupation des sols de la commune et de ses infrastructures peut être observée sur les différentes représentations cartographiques du territoire : la carte de Cassini (XVIIIe siècle), la carte d'état-major (1820-1866) et les cartes ou photos aériennes de l'IGN pour la période actuelle (1950 à aujourd'hui).

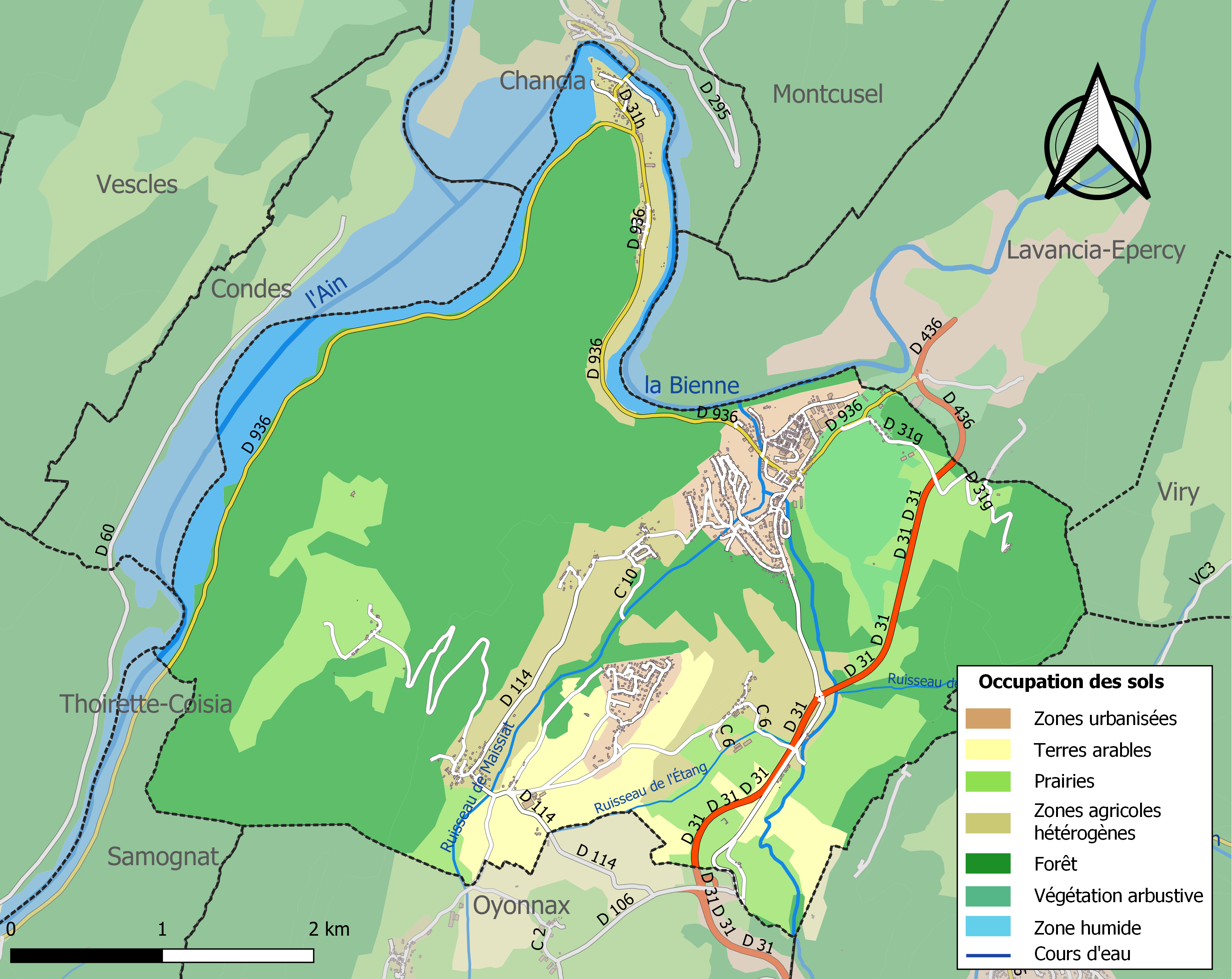
Carte des infrastructures et de l'occupation des sols de la commune en 2018 (CLC).

## Histoire

### Antiquité
Le village est occupé dès le Ier siècle de notre ère par les Séquanes.

### Moyen Âge
Dortan est évangélisé au VIIe siècle par les moines du monastère de Condat (Saint-Claude). Puis, du IXe siècle à 1708, plus de vingt générations de seigneurs appartenant à la même famille se sont succédé. Le dernier représentant est Jean-François de Dortenc. Le village possédait plusieurs seigneuries : Uffelle, Bonaz, Emondeau (aujourd'hui hameaux de la commune) ainsi que Mons, Arbent et Veyziat.

### Époque moderne
De 1400 à 1600, Dortan appartient aux États de Savoie, mais le village est occupé plusieurs fois avant d'être attribué à la France, comme l'ensemble de la Bresse et du Bugey, en 1601 en application du traité de Lyon.
Au cours du XVIIe siècle, la guerre franco-espagnole qui met aux prises les Gris (Bugistes) et les Cuanais (Comtois), ravage Dortan soumis au pillage et incendié.
Le 15 janvier 1637, Dortan est conquis par les troupes comtoises lors de leur offensive en Bugey, pendant la guerre de Dix Ans.

### XIXesiècle
Tout au long du XIXe siècle, Dortan est un village où l'on travaille le buis, ce qui lui a vaut d'être connu comme une « capitale du jeu d'échecs »[réf. souhaitée].

### XXesiècle

#### Seconde Guerre mondiale

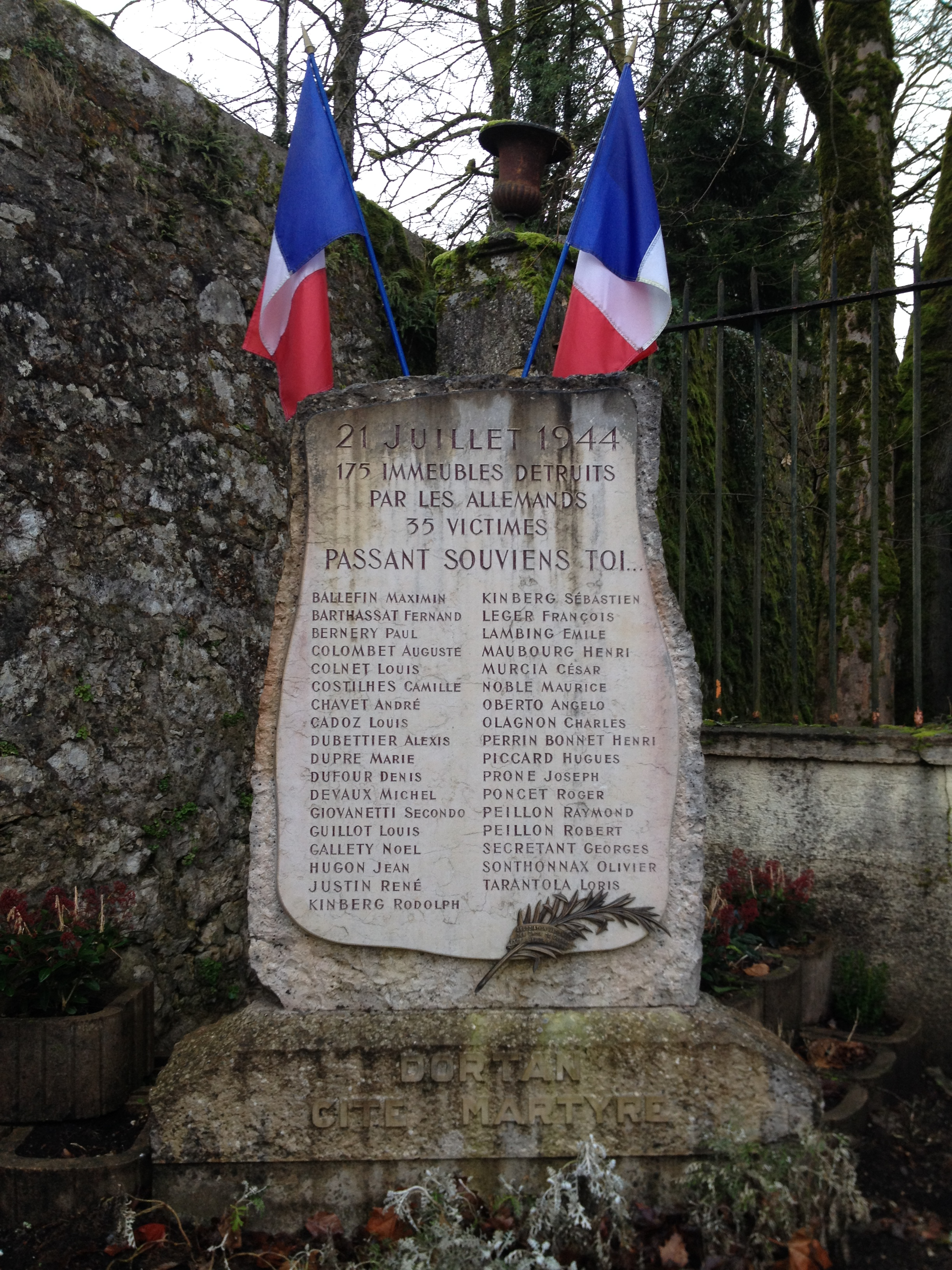
Monument du martyr à Dortan.

Le village est pillé et incendié par les Allemands (dont des éléments issus des Ostlegionen) en juillet 1944. Sept personnes sont fusillées dont le curé du village et une femme dès le 12 juillet. La terreur se poursuit le lendemain : trois habitants d'Oyonnax, dont un adolescent de 15 ans, sont abattus. Des femmes sont violées. Les 20 et 21 juillet, 15 hommes sont arrêtés et torturés au château de Dortan (une personne connaissant 13 des victimes ne pourra deux jours plus tard en identifier qu'une seule tant les  visages et les corps ont été mutilés). Le 22 juillet, les Allemands rassemblent la population au château et incendient dès 7 heures le village qui brûle entièrement. Seul le château de Dortan, alors quartier général des troupes allemandes, a été conservé.
Une « cité provisoire », bâtie afin de reloger les Dortanais, est inaugurée par le président de la République Vincent Auriol, lors d'un voyage qu'il effectue en Savoie.

## Politique et administration

### Découpage territorial
La commune de Dortan est membre de l'intercommunalité Haut-Bugey Agglomération, un établissement public de coopération intercommunale (EPCI) à fiscalité propre créé le 1er janvier 2014 dont le siège est à Oyonnax. Ce dernier est par ailleurs membre d'autres groupements intercommunaux.
Sur le plan administratif, elle est rattachée à l'arrondissement de Nantua, au département de l'Ain et à la région Auvergne-Rhône-Alpes. Sur le plan électoral, elle dépend du  canton de Pont-d'Ain pour l'élection des conseillers départementaux, depuis le redécoupage cantonal de 2014 entré en vigueur en 2015, et de la cinquième circonscription de l'Ain  pour les élections législatives, depuis le dernier découpage électoral de 2010.

### Administration municipale
| Période                                  | Période    | Identité              | Étiquette | Qualité                                                             |
| ---------------------------------------- | ---------- | --------------------- | --------- | ------------------------------------------------------------------- |
| 1945                                     | après 1950 | Raymond Berrodier     | PCF       | Travailleur du bois, ancien conseiller d'arrondissement (1937-1940) |
| mars 1983                                | mars 2001  | Bernard Vincent-Genod | PCF       |                                                                     |
| mars 2001                                | En cours   | Marianne Dubare       | PS        | Retraitée de l'enseignement                                         |
| Les données manquantes sont à compléter. |            |                       |           |                                                                     |

## Résultats des dernières élections présidentielles (2etour)
2002 : Inscrits : 1346 - Abst. : 19,69 % - Jacques Chirac : 767 voix (75,49 %) - Jean-Marie Le Pen : 249 voix (24,51 %)
2007 : Inscrits : 1460 - Abst. : 18,29 % - Nicolas Sarkozy : 764 voix (66,84 %) - Ségolène Royal : 379 voix (33,16 %)
2012 : Inscrits : 1350 - Abst. : 19,26 % - Nicolas Sarkozy : 632 voix (62,95 %) - François Hollande : 372 voix (37,05 %)
(Source : Ministère de l'Intérieur).

## Démographie
L'évolution du nombre d'habitants est connue à travers les recensements de la population effectués dans la commune depuis 1793. Pour les communes de moins de 10 000 habitants, une enquête de recensement portant sur toute la population est réalisée tous les cinq ans, les populations de référence des années intermédiaires étant quant à elles estimées par interpolation ou extrapolation. Pour la commune, le premier recensement exhaustif entrant dans le cadre du nouveau dispositif a été réalisé en 2007.
En 2022, la commune comptait 2 013 habitants, en évolution de +9,05 % par rapport à 2016 (Ain : +5,15 %, France hors Mayotte : +2,11 %).
| 1793  | 1800 | 1806  | 1821  | 1831  | 1836  | 1841  | 1846  | 1851  |
| ----- | ---- | ----- | ----- | ----- | ----- | ----- | ----- | ----- |
| 1 010 | 975  | 1 066 | 1 217 | 1 321 | 1 312 | 1 364 | 1 402 | 1 377 |

| 1856  | 1861  | 1866  | 1872  | 1876  | 1881  | 1886  | 1891  | 1896  |
| ----- | ----- | ----- | ----- | ----- | ----- | ----- | ----- | ----- |
| 1 286 | 1 298 | 1 235 | 1 205 | 1 240 | 1 283 | 1 295 | 1 261 | 1 299 |

| 1901  | 1906  | 1911  | 1921 | 1926 | 1931 | 1936 | 1946 | 1954 |
| ----- | ----- | ----- | ---- | ---- | ---- | ---- | ---- | ---- |
| 1 155 | 1 143 | 1 092 | 989  | 999  | 929  | 818  | 486  | 861  |

| 1962  | 1968  | 1975  | 1982  | 1990  | 1999  | 2006  | 2007  | 2012  |
| ----- | ----- | ----- | ----- | ----- | ----- | ----- | ----- | ----- |
| 1 407 | 1 425 | 1 445 | 1 609 | 2 107 | 2 186 | 2 100 | 2 088 | 1 871 |

| 2017  | 2022  | - | - | - | - | - | - | - |
| ----- | ----- | - | - | - | - | - | - | - |
| 1 846 | 2 013 | - | - | - | - | - | - | - |

## Culture locale et patrimoine

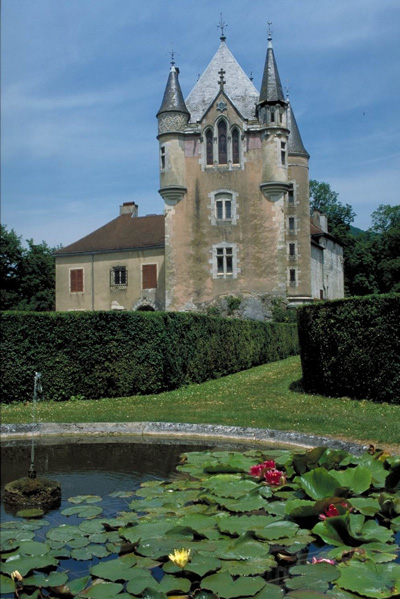
Le château de Dortan.

### Lieux et monuments
- Le château de Dortan est un manoir des XVe – XVIe siècles restauré qui a succédé à une ancienne forteresse bâtie au XIe siècle pour défendre l'axe Lyon - Saint-Claude. En 1320, Renaud de Dortan fit élever la grosse tour de son château malgré l'opposition du sire de Thoire-Villars son suzerain[20]. Jean-François de Dortenc a commis plusieurs méfaits dont la principale conséquence a été la vente du château au secrétaire et conseiller du roi Louis XIV. Puis le château a été acheté et remanié aux XVIIe et XIXe siècles. Le château de Dortan, avec ses jardins, est inscrit aux monuments historiques depuis le 30 décembre 1997. Il demeure une propriété privée. Près de l'entrée du parc de château, se trouve le mémorial du martyr rappelant le massacre de Dortan.
- Vestiges de la maison forte de Bonaz fondée à la fin du XIVe siècle ?[21] ; la maison forte est acquise, en 1451, par la maison de Savoie pour 50 florins d'or des nobles frères André, Claude et Guillaume Bonard[22].
- L'église Saint-Martin ; à proximité se trouve la stèle dédiée à l'abbé Dubettier (assassiné le 12 juillet 1944) et la cloche vestige de l'incendie du 21 juillet 1944.
- Chapelle Saint-Gratien de Bonaz.
- Lieux et monuments de Maissiat :
  - La Pierre-Qui-Vire, située au sommet de la montagne dominant le village et qui selon la légende « virerait » tous les cent ans ;
  - Présence de trois grottes dans la montagne : la grotte de la fausse monnaie, située sur le flanc nord-est de la montagne, qui domine le village d'Uffel ; la grotte du maquis ; et le puits Vincent, découvert lors de travaux pour l'aménagement d'un réservoir d'eau ;
  - La cascade, d'une hauteur d'environ 10 mètres, située sur le ru en aval du hameau.

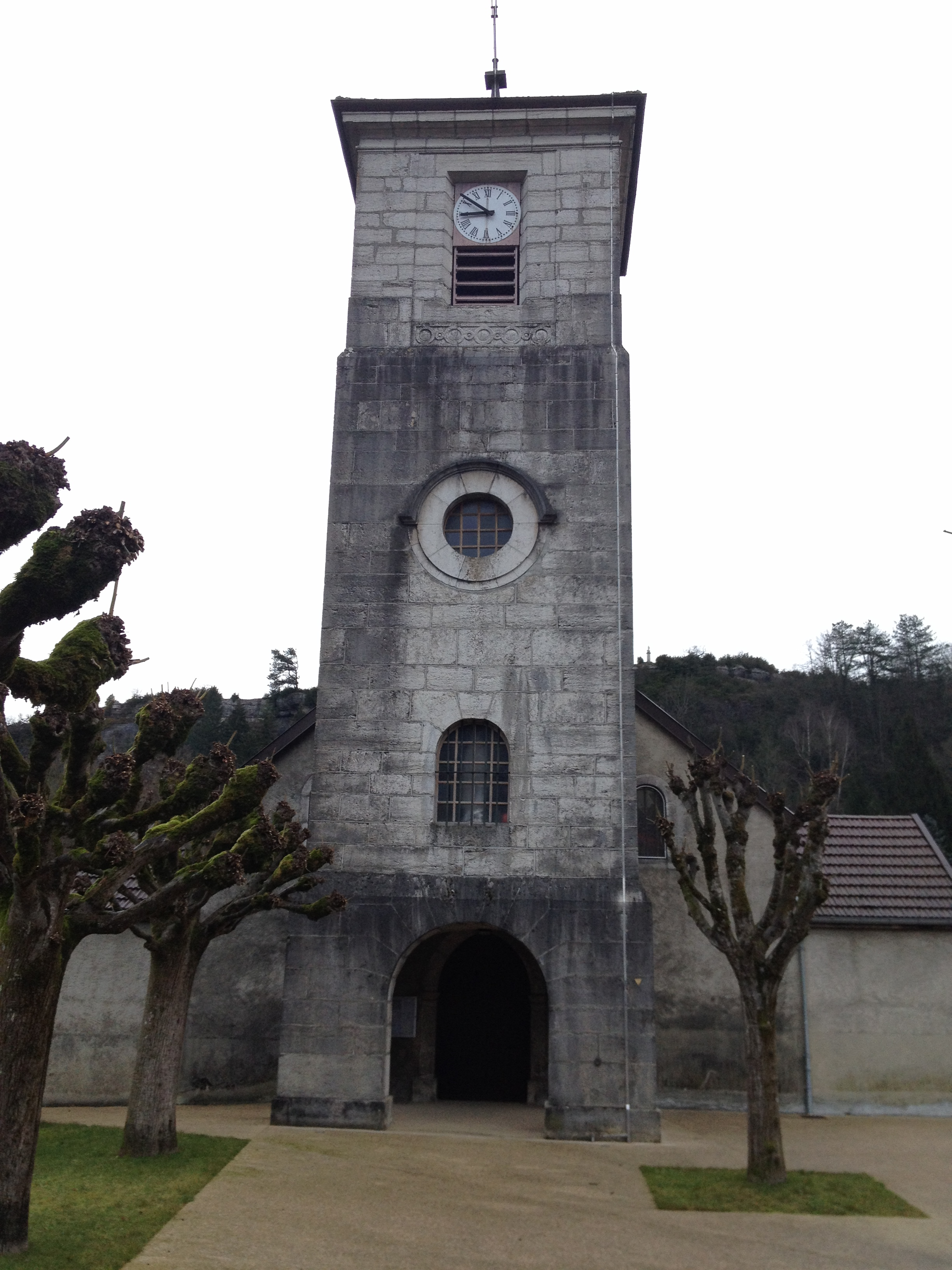
Église Saint-Martin de Dortan.
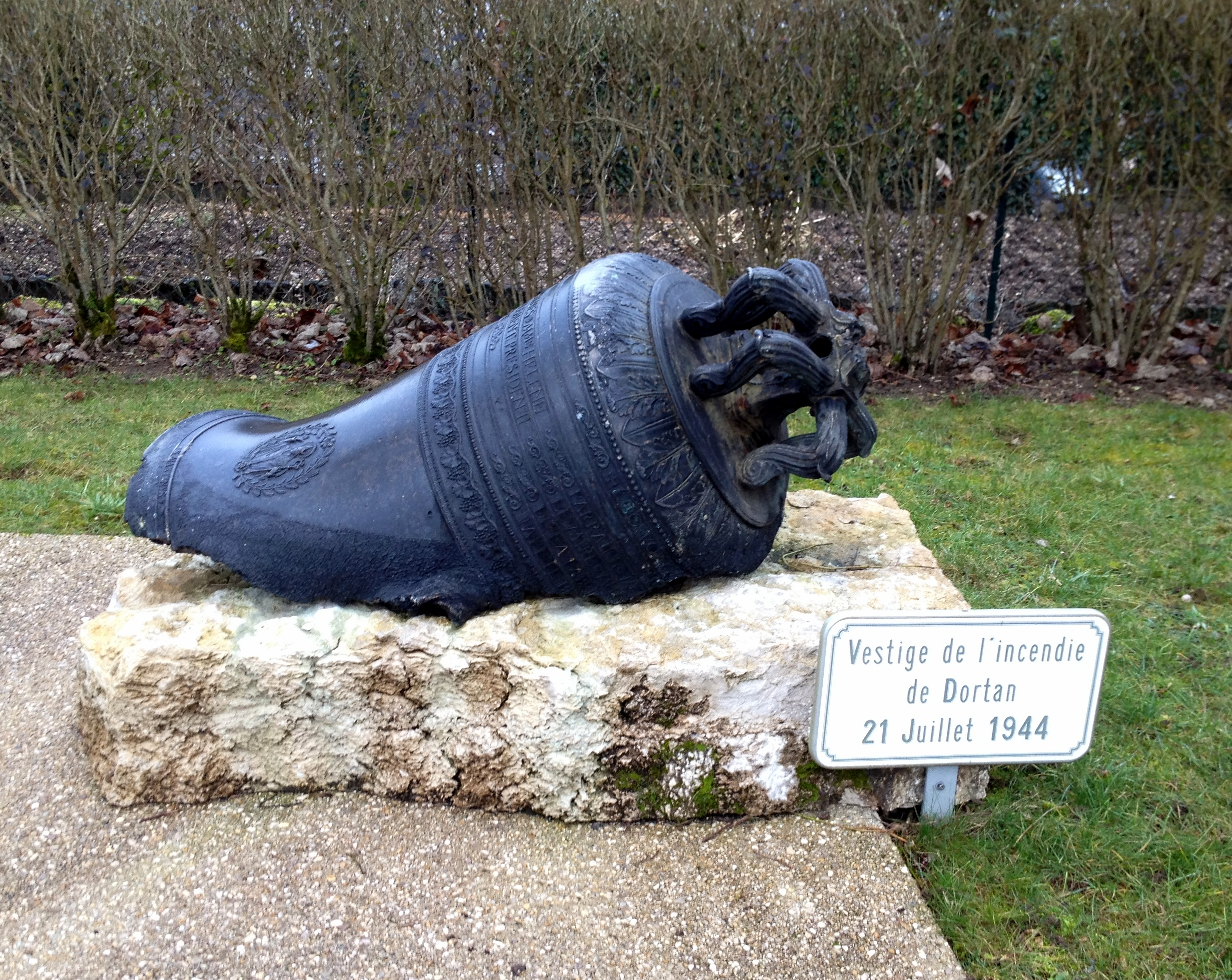
Cloche vestige de l'incendie du 21 juillet 1944.
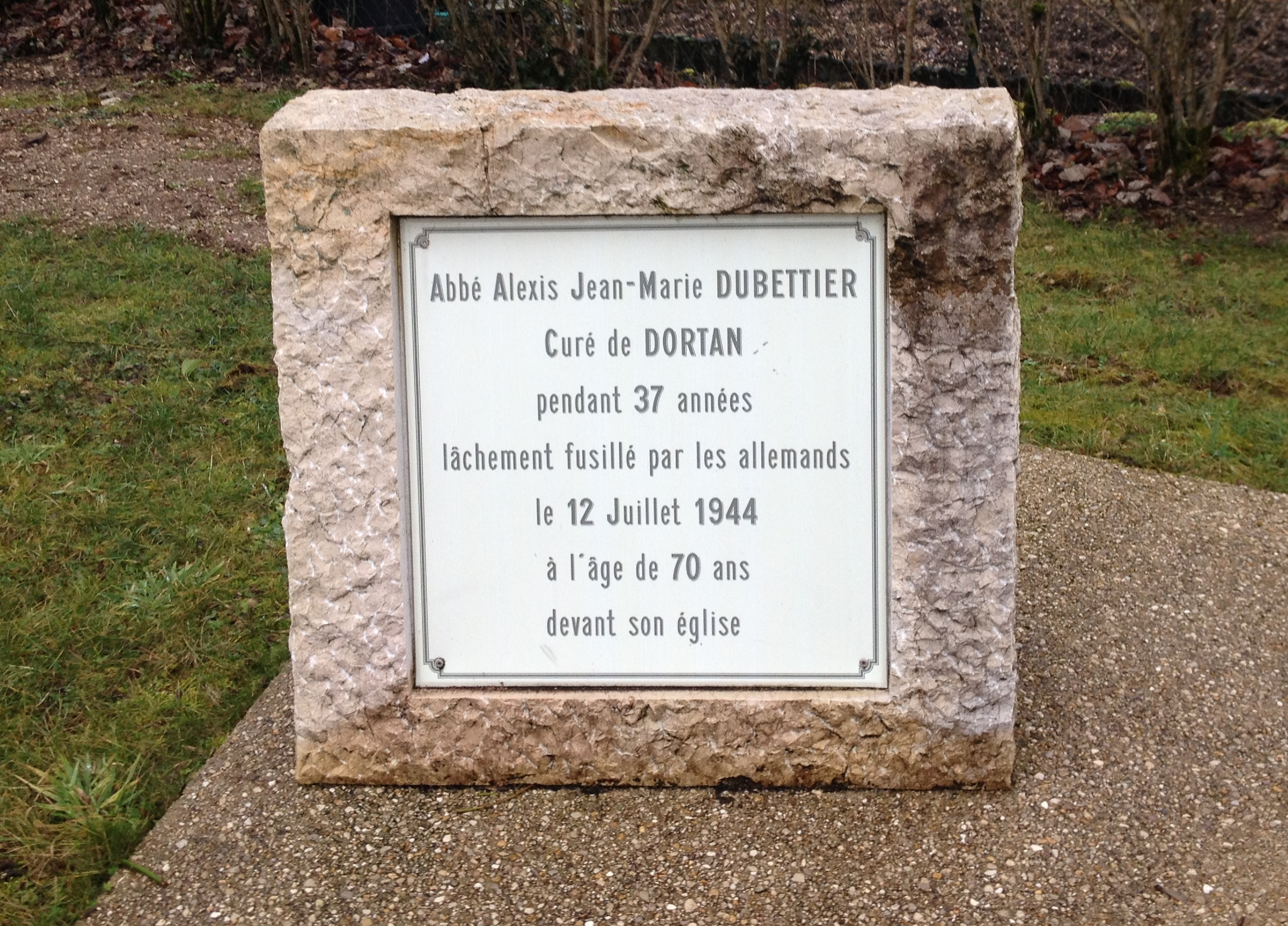
Stèle dédiée à l'abbé Dubettier.

### Patrimoine naturel
- Le lac de Coiselet.
- La « pierre qui vire », à Maissiat.
- Ruisseau de Merdanson.

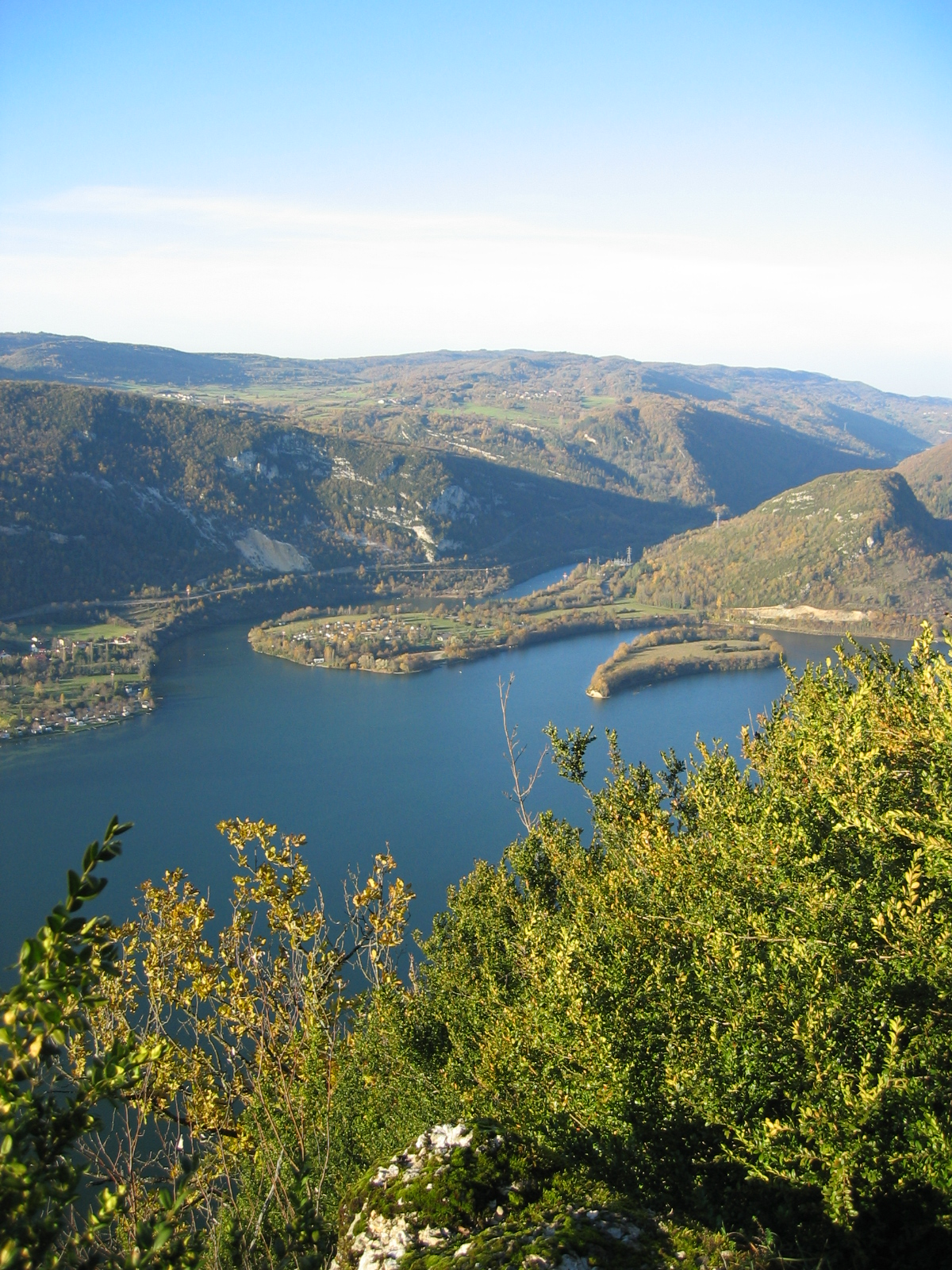
Le barrage de Coiselet depuis le belvédère de la Pierre-Qui-Vire.
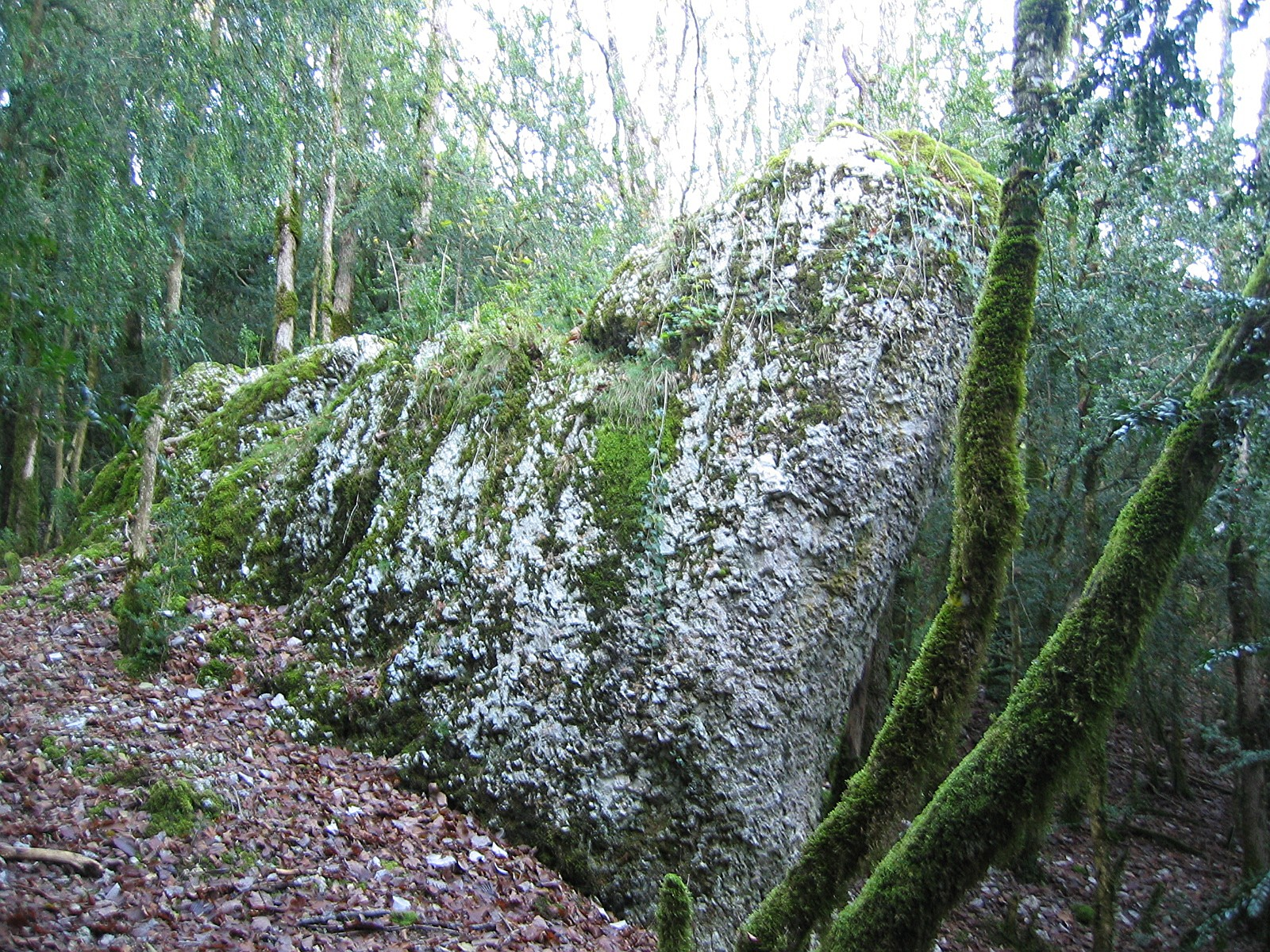
La « pierre qui vire », à Maissiat.

### Personnalités liées à la commune
- Antoine Joseph Robin (1761-1808), général des armées de la République et de l'Empire, y est né.

### Héraldique
| Blason de Dortan | Blason  | De gueules à une fasce d'argent, accompagnée de trois annelets du même. |
| Blason de Dortan | Détails |                                                                         |